# Waco CG-3
Waco CG-3 – amerykański lekki szybowiec transportowy z okresu II wojny światowej

## Historia
Na początku 1941 roku dowództwo Sił Powietrznych Wojsk Lądowych Stanów Zjednoczonych zwróciło się wytwórni lotniczych o opracowanie szybowców transportowych. Na to zamówienie odpowiedziała między innymi wytwórnia Waco Aircraft Company of Troy z Troy w stanie Ohio. Z wytwórnią podpisano w czerwcu 1941 roku umowę na opracowania dwóch typów szybowców – ośmiomiejscowego (oznaczony jako Waco CG-3) i piętnastomiejscowego (oznaczony jako CG-4). Oba szybowce były opracowywane w tym samym czasie.
Prototyp szybowca CG-3 został opracowany w 1941 roku a prototyp przewidziany do prób statycznych zbudowano 26 grudnia 1941 roku, a do badań w locie 31 stycznia 1942 roku. Badania szybowca zakończono w kwietniu 1942 roku i skierowano go do produkcji seryjnej w wytwórni Commonwealth Aircraft Co. w Kansas City.
Zbudowano jednak tylko 100 sztuk tego typu szybowców, gdyż stwierdzono, że jest zbyt mały a zbudowany w tym samym czasie szybowiec Waco CG-4 posiadający większą ładowność jest bardziej przydatny dla wojska i to on stał się szybowcem podstawowym. 
Szybowiec Waco CG-3 był używany jedynie do celów szkoleniowych, nie był używany w działaniach bojowych.

## Opis konstrukcji
Szybowiec Waco CG-4A to górnopłat zastrzałowy o konstrukcji mieszanej, metalowo-drewnianej.
Skrzydła dwudźwigarowe wykonane z drewna, pokryte cienką sklejką i dodatkowo kryte płótnem. Skrzydła wyposażone w lotki. Obrys prostokątny z zaokrąglonymi końcówkami. Zastrzał w kształcie litery V.
Kadłub o konstrukcji kratownicowej, wykonany ze spawanych rur stalowych i kryty płótnem. Piloci siedzieli w kabinie obok siebie. Kadłub zawierał kabinę w której mieściły się 7 żołnierzy, wejście do niej odbywało się po odchyleniu do góry pokrywy przedniej części kabiny. 
Podwozie klasyczne z kółkiem ogonowym i centralną płozą. 